# Eccellenza Sardegna 1991-1992
Il campionato italiano di calcio di Eccellenza regionale 1991-1992 è stato il primo organizzato in Italia. Rappresenta il sesto livello del calcio italiano.
Questo è il campionato regionale della regione Sardegna organizzato dal Comitato Regionale Sardo. A fine giugno 1992 il Comitato Regionale, obbedendo alle direttive F.I.G.C. tendenti ad inserire il nome della regione nella denominazione ufficiale, ha cambiato denominazione abolendo il Sardo diventando Comitato Regionale Sardegna.

## Squadre partecipanti
| Squadra             |                              |
| ------------------- | ---------------------------- |
| A.S. Atlerico Sirio | Cagliari (CA)                |
| C.S. Bosa           | Bosa (OR)                    |
| U.S. Castelsardo    | Castelsardo (SS)             |
| S.S.R. Decimoputzu  | Decimoputzu (SU)             |
| Pol. Gialeto        | Serramanna (CA)              |
| Pol. Iglesias       | Iglesias (SU)                |
| Pol. Ilvarseanal    | La Maddalena (SS)            |
| S.S. Ozierese       | Ozieri (SS)                  |
| G.S. Ploaghe        | Ploaghe (SS)                 |
| Pol. Quartu         | Quartu Sant'Elena (CA)       |
| S.S.R. San Sperate  | San Sperate (SU)             |
| U.S. Santa Teresa   | Santa Teresa di Gallura (OT) |
| Pol. Sinnai         | Sinnai (CA)                  |
| S.S. Tavolara       | Olbia (OT)                   |
| A.P. Terralba       | Terralba (OR)                |
| Pol. Thiesi         | Thiesi (SS)                  |

## Classifica finale
|  | Pos. | Squadra                                           | Pt | G  | V  | N  | P  | GF | GS | DR  |
|  | ---- | ------------------------------------------------- | -- | -- | -- | -- | -- | -- | -- | --- |
|  | 1.   | U.S. Castelsardo, Castelsardo                     | 41 | 30 | 15 | 11 | 4  | 37 | 19 | +18 |
|  | 2.   | Pol. Iglesias, Iglesias                           | 38 | 30 | 13 | 12 | 5  | 50 | 24 | +26 |
|  | 3.   | U.S. Santa Teresa di Gallura, S.Teresa di Gallura | 38 | 30 | 15 | 8  | 7  | 39 | 23 | +16 |
|  | 4.   | Pol. Gialeto, Serramanna                          | 37 | 30 | 12 | 13 | 5  | 38 | 24 | +14 |
|  | 5.   | G.S. Sinnai, Sinnai                               | 35 | 30 | 13 | 9  | 8  | 43 | 32 | +11 |
|  | 6.   | S.S.R. Decimoputzu, Decimoputzu                   | 33 | 30 | 10 | 13 | 7  | 35 | 31 | +4  |
|  | 7.   | G.S. Ploaghe, Ploaghe                             | 32 | 30 | 11 | 10 | 9  | 26 | 31 | -5  |
|  | 8.   | U.S. San Sperate, San Sperate                     | 30 | 30 | 11 | 8  | 11 | 33 | 31 | +2  |
|  | 9.   | G.S. Tavolara, Olbia                              | 29 | 30 | 10 | 9  | 11 | 31 | 32 | -1  |
|  | 10.  | A.P. Terralba, Terralba                           | 28 | 30 | 10 | 8  | 12 | 43 | 47 | -4  |
|  | 11.  | Pol. Quartu, Quartu Sant'Elena                    | 28 | 30 | 9  | 10 | 11 | 34 | 32 | +2  |
|  | 12.  | C.S. Bosa, Bosa                                   | 28 | 30 | 8  | 12 | 10 | 32 | 40 | -8  |
|  | 13.  | A.S. Atletico Sirio, Cagliari                     | 27 | 30 | 11 | 5  | 14 | 31 | 36 | -5  |
|  | 14.  | Pol. Thiesi, Thiesi                               | 23 | 30 | 6  | 11 | 13 | 24 | 40 | -16 |
|  | 15.  | S.C. Ozierese, Ozieri                             | 19 | 30 | 4  | 11 | 15 | 21 | 39 | -18 |
|  | 16.  | Pol. Ilvarsenal, La Maddalena                     | 14 | 30 | 3  | 8  | 19 | 21 | 57 | -36 |